# McLaren MP4-16
McLaren MP4-16 je McLarnov dirkalnik Formule 1, ki je bil v uporabi v sezoni 2001, ko sta z njim dirkala Mika Häkkinen in David Coulthard. Oba dirkača sta dosegla po dve zmagi, Häkkinen na Velikih nagradah Velike Britanije in ZDA, Coulthard pa na Velikih nagradah Brazilije in Evrope. Ob tem sta dirkača dosegla še dva najboljša štartna položaja, šest najhitrejših krogov in osem uvrstitev na stopničke. McLaren MP4-17 je imel težave z zanesljivostjo, predvsem Häkkinenov dirkalnik, zato je moral Finec v večjem delu sezone v boju za naslov prvaka pomagati Coulthardu, to je bil pa tudi odločilen faktor pri Häkkinenovi odločitvi za upokojitev po koncu sezone. V kostruktorskem prvenstvu je McLaren zasedel drugo mesto z 102-ma točkama.

## Popolni rezultati Formule 1
(legenda) (Odebeljene dirke pomenijo najboljši štartni položaj)
| Leto | Moštvo  | Motor             | Gume | Dirkača         | 1   | 2   | 3   | 4   | 5   | 6   | 7   | 8   | 9   | 10  | 11  | 12  | 13  | 14  | 15  | 16  | 17  | Toč | Prv |
| ---- | ------- | ----------------- | ---- | --------------- | --- | --- | --- | --- | --- | --- | --- | --- | --- | --- | --- | --- | --- | --- | --- | --- | --- | --- | --- |
| 2001 | McLaren | Mercedes-Benz V10 | B    |                 | AVS | MAL | BRA | SMR | ŠPA | EU  | AVT | MON | KAN | FRA | VB  | NEM | MAD | BEL | ITA | ZDA | JAP | 102 | 2.  |
| 2001 | McLaren | Mercedes-Benz V10 | B    | Mika Häkkinen   | Ret | 6   | Ret | 4   | 9   | Ret | Ret | 3   | 6   | DNS | 1   | Ret | 5   | 4   | Ret | 1   | 4   | 102 | 2.  |
| 2001 | McLaren | Mercedes-Benz V10 | B    | David Coulthard | 2   | 3   | 1   | 2   | 5   | 1   | 5   | Ret | 3   | 4   | Ret | Ret | 3   | 2   | Ret | 3   | 3   | 102 | 2.  |